# Marie Pujmanová
Marie Pujmanová (Praga, 8 de junio de 1893-íd., 19 de mayo de 1958) fue una escritora y poetisa checa. Se dedicó sobre todo a las novelas que tratan los problemas sociales de la época, siendo considerada como una de las grandes narradoras del realismo socialista checo. Tales características están presentes en sus obras más conocidas como Lidé na křižovatce de 1937 donde se desarrolla el contraste entre una familia burguesa y una proletaria, como Hra s ohněm de 1948 y Život proti smrti  de 1952 que revivían el período comprendido entre el ascenso al poder de Adolf Hitler y la liberación de Checoslovaquia. Es recordada también por algunas obras de poesía como Verše Mateřské ("Versos de madre", 1940), Vyznání lásky ("Declaración de amor", 1949) y Praha ("Praga", 1954).
- Datos: Q988857
- Multimedia: Marie Pujmanová / Q988857